# Chalcoscirtus michailovi
Chalcoscirtus michailovi är en spindelart som beskrevs av Logunov, Marusik 1998 [1999. Chalcoscirtus michailovi ingår i släktet Chalcoscirtus och familjen hoppspindlar. Inga underarter finns listade i Catalogue of Life.